# Fámjins kirkja
Fámjins kirkja er en kirke på Færøerne i Fámjin på Suðuroy. Kirken hører til  
Færøernes folkekirke.
Kirkebyggeriet stod færdig i 1875, og blev taget i brug som kirke fra februar 1876. Kirken blev tegnet af den islandske arkitekt Guðbrandur Sigurðsson.
Det første, originale færøske flag som blev tegnet og syet af færøske studenter i København i 1919 hænger i kirken i Fámjin, og i kirken står også den færøske runesten Fámjinstenen (Fámjinssteinurin).
Kirken er hvidkalket både indvendig og udvendig. Taget er af skifer ligesom den østre gavl. Kirken blev bygget i stedet for en ældre kirke fra 1826 der var af træ med græstørv på taget. Over vestenden er opført en tagrytter med et træspir. Der er indgang til kirken fra vest og nord og kirkens fem vinduer er fordelt med 4 i syd og et i nord. Kirken har et spidsbuet tøndehvælv der er malet blåt. Altertavlen, "Jesu dåb", er en kopi efter Carl Bloch, finasieret ved at bygdens fiskere donerede fangstens største fisk til anskaffelsen.
Døbefonten er ottekantet og lavet af træ, her ligger et sølvfad fra 1965.
Prædikestolen er enkel med spidsbuede fyldninger. 
Kirken har to klokker. Den lille bruges ikke længere, og er sandsynligvis en skibsklokke (27,5 cm.) fra kirkens opførelse. Den anden er støbt i København hos Løw & søn, og bærer indskriften: "Den som har øren, at høre med, han høre". Kirkeskibet er en slup. 
Færøernes første flag, Merkið, hænger inde i kirken. Flaget blev tegnet og syet i København af færøske studenter i 1919. En af disse var  Jens Oliver Lisberg fra Fámjin. Han døde et par år senere. Flaget Merkið blev først godkendt som færøsk flag i 1940, medens Danmark var besat af Tyskland og Færøerne var besat af Storbritanien. De færøske skibe fik tilladelse til at sejle med Merkið. Mange færøske skibe blev dog sænket af tyske ubåde, fordi de solgte fisk til Storbritanien. Hvert år fejres Merkið i Fámjin den 25. april, som er den færøske flagdag. I forkirken står Færøernes yngste runesten, Fámjinstenen, som dateres til tiden efter reformationen, som på Færøerne fandt sted i 1538.

## Galleri
- Det første færøske flag hænger i kirken
- «Fámjinssteinurin», en runesten som står i kirken
- Bygden Fámjin med kirken